# Silicen

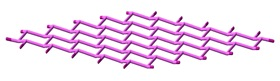
Typische wellenförmige Struktur einer Silicen-Schicht.

Silicen (englisch silicene) ist die Bezeichnung für eine zweidimensionale, allotrope Modifikation des Siliciums mit einer hexagonalen Wabenstruktur ähnlich der des Graphens.

## Geschichte
Obwohl bereits mehrere Theorien über die Existenz und die Materialeigenschaften von Silicen spekulierten, wurden Siliciumstrukturen, die dem Silicen ähnlich sind, in Form von eindimensionalen Drähten erst im Jahre 2010 und als zweidimensionale Silicenschichten 2012 beobachtet.
Durch Kombination von Rastertunnelmikroskopie und anderen experimentellen Verfahren war es möglich, die Synthese von Silicen, also die Ablagerung von Silicen-Nanobändern und Silicen-Monoschichten – im Versuch durch die Ablagerung an Ag(110)- und Ag(111)-Oberflächen von Silberkristallen, auf atomarer Ebene zu untersuchen. Die Darstellungen zeigte Hexagone in einer Wabenstruktur, die der des Graphens ähnlich ist. Dichtefunktionaltheorie-Berechnungen zeigten, dass Siliciumatome dazu neigen, Wabenformen an Silber zu bilden, unter Ausprägung einer geringen Krümmung. Im Falle der eindimensionalen Silicen-Drähte auf Ag(110)-Oberflächen wurde diese Interpretation jedoch später angezweifelt.
Im Jahr 2014 gelang es einem Team um Deji Akinwande der Universität Texas erstmals, einen bei Raumtemperatur funktionierenden Feldeffekttransistor auf Basis von Silicen herzustellen.

## Eigenschaften

Gekrümmte Struktur des hexagonalen Silicen-Rings.

Im Jahre 2012 berichteten mehrere unabhängige Forschergruppen von geordneten Phasen an Ag(111)-Kristallen. Untersuchungen mittels der winkelaufgelösten Photoelektronenspektroskopie zeigten, dass Silicen eine ähnliche Elektronenkonfiguration wie Graphen hat. Beide bilden Dirac-Kegel aus und haben eine lineare Dispersion um den K-Punkt des Kristalls, jedoch galt diese Interpretation als umstritten. Die Existenz von masselosen Dirac-Fermionen (nach einem Modell der Dirac-Gleichung) in Silicen an Ag(111)-Kristallen wurde später durch Rastertunnelspektroskopie-Messungen bewiesen.
Silicen ist nicht vollkommen planar, sondern weist leichte, regelmäßige Krümmungen innerhalb der Ringe von 0,44 Å (bei einer Bindungslänge von 2,28 Å) auf, resultierend in einer regelmäßigen Wellenform der einzelnen Schichten. Da die Hydrierung des Silicens zu einem Silan exotherm verläuft, wird vermutet, dass diese Applikation zur Wasserstoffspeicherung eingesetzt werden kann.
Als Ursache der unebenen Struktur des Silicen-Rings wird der Pseudo-Jahn-Teller-Effekt (PJT-Effekt) angegeben. Dies wird verursacht durch eine vibronische Kopplung der unbesetzten Molekülorbitale (engl. unoccupied molecular orbital, kurz UMO) mit den besetzten Molekülorbitalen (engl. occupied molecular orbital, kurz OMO). Diese Orbitale haben ein ähnlich hohes Energieniveau, um die Krümmung des sonst hochsymmetrischen Silicen-Rings zu verursachen. Durch Zugabe von Lithiumionen kann der Abstand des Energieniveaus zwischen UMO und OMO vergrößert werden, was in einer Unterdrückung des PJTs und somit in einer Abflachung der Struktur resultiert.
Zusätzlich zur möglichen Kompatibilität mit bereits existierenden Halbleitertechnologien hat Silicen den Vorteil, dass die Schichtenränder keinerlei Reaktivität mit Luftsauerstoff zeigten.
Die Ausprägung von Silicen-Monoschichten wurde neben Silber außerdem an weiteren Kristallen beobachtet, wie Zirkoniumdiborid, und Iridium. Theoretische Untersuchungen ergaben, dass Silicen an Al(111) eine stabile wabenförmige Schicht bildet, sowie ein sogenanntes „polygonales Silicen“, dessen Struktur aus 3-, 4-, 5- und 6-atomigen Ringen besteht.

### Ähnlichkeiten und Unterschiede zwischen Silicen und Graphen
Silicium- und Kohlenstoffatome haben eine Vielzahl ähnlicher Eigenschaften. Sie befinden sich im Periodensystem innerhalb derselben Hauptgruppe (siehe: Kohlenstoffgruppe) und bilden sp2-Hybridorbitale. Die 2D-Strukturen von Silicen und Graphen weisen ebenfalls eine hohe Anzahl an Ähnlichkeiten auf, haben jedoch signifikante Unterscheidungsmerkmale. Beide Schichten bestehen aus hexagonalen Wabenstrukturen, jedoch ist die Graphenschicht vollkommen flach, während die Silicenschicht leicht gewellt und gekrümmt ist. Diese Krümmung verleiht Silicen in Anwesenheit eines externen elektrischen Feldes eine einstellbare Bandlücke. Im Gegensatz zu Graphit, das aus Graphen-Schichten besteht, die durch schwache London-Kräfte verbunden sind, sind die Bindungskräfte innerhalb der Monoschichten bei Silicen vergleichsweise stark. Da die Siliciumringe jedoch keine π-π-Wechselwirkungen ausbilden, kommt es bei Silicen nicht zu einer graphitartigen Zusammenklumpung der Ringe zu fullerenartigen Gebilden. Silicen und Graphen haben eine ähnliche Elektronenkonfiguration. Beide bilden Dirac-Kegel aus und haben eine lineare Dispersion um den K-Punkt des Kristalls. Beide haben außerdem einen Quanten-Spin-Hall-Effekt.

### Silicen-Schichten mit funktionellen Gruppen
Neben der reinen Silicenstruktur ist es gelungen, organo-modifizierte Monoschichten mit Phenylringen als funktionelle Gruppen an den freien Elektronen herzustellen. Diese Einbringung der funktionellen Gruppen ermöglicht als Anwendung eine Dispersion der Schicht in organischen Lösungsmitteln.